# Interlands Welsh voetbalelftal 2000-2009
Deze pagina toont een chronologisch en gedetailleerd overzicht van de interlands die het Welsh voetbalelftal speelde in de periode 2000 – 2009.

## Interlands

### 2000
|                                                        |       |                   |       |                                                                                        |
| 23 februari Vriendschappelijk № 489 «onderlinge duels» | Qatar | 0 – 1             | Wales | Al-Sadd Stadion, Doha Toeschouwers: 2.000 Scheidsrechter: Abdul Hamid Abdul Aziz (BHR) |
| 23 februari Vriendschappelijk № 489 «onderlinge duels» |       | 10' John Robinson |       | Al-Sadd Stadion, Doha Toeschouwers: 2.000 Scheidsrechter: Abdul Hamid Abdul Aziz (BHR) |

|                                                                       |                |       |                                           |                                                                                     |
| 29 maart Vriendschappelijk № 490 «onderlinge duels» 19:00 uur (UTC+1) | Wales          | 1 – 2 | Finland                                   | Millennium Stadium, Cardiff Toeschouwers: 66.500 Scheidsrechter: Michael Ross (NIR) |
| 29 maart Vriendschappelijk № 490 «onderlinge duels» 19:00 uur (UTC+1) | Ryan Giggs 60' |       | 60' Jari Litmanen 42' (e.d.) Nathan Blake | Millennium Stadium, Cardiff Toeschouwers: 66.500 Scheidsrechter: Michael Ross (NIR) |

|                                                                     |       |                                        |          |                                                                                             |
| 23 mei Vriendschappelijk № 491 «onderlinge duels» 19:30 uur (UTC+1) | Wales | 0 – 3                                  | Brazilië | Millennium Stadium, Cardiff Toeschouwers: 71.495 Scheidsrechter: Vítor Manuel Pereira (POR) |
| 23 mei Vriendschappelijk № 491 «onderlinge duels» 19:30 uur (UTC+1) |       | 62' Giovane Élber 70' Cafú 72' Rivaldo |          | Millennium Stadium, Cardiff Toeschouwers: 71.495 Scheidsrechter: Vítor Manuel Pereira (POR) |

|                                                                     |                                                     |       |       |                                                                                         |
| 2 juni Vriendschappelijk № 492 «onderlinge duels» 21:00 uur (UTC+1) | Portugal                                            | 3 – 0 | Wales | Estádio Municipal, Chaves Toeschouwers: 11.000 Scheidsrechter: Frank De Bleeckere (BEL) |
| 2 juni Vriendschappelijk № 492 «onderlinge duels» 21:00 uur (UTC+1) | Luís Figo 21' Ricardo Sá Pinto 44' Nuno Capucho 66' |       |       | Estádio Municipal, Chaves Toeschouwers: 11.000 Scheidsrechter: Frank De Bleeckere (BEL) |

|                                                                             |                                                  |       |                  |                                                                                     |
| 2 september WK 2002 kwalificatie № 493 «onderlinge duels» 17:00 uur (UTC+3) | Wit-Rusland                                      | 2 – 1 | Wales            | Dinamostadion, Minsk Toeschouwers: 32.000 Scheidsrechter: Alfredo Trentalange (ITA) |
| 2 september WK 2002 kwalificatie № 493 «onderlinge duels» 17:00 uur (UTC+3) | Alexander Khatskevich 39' Valentin Belkevich 56' |       | 90+1' Gary Speed | Dinamostadion, Minsk Toeschouwers: 32.000 Scheidsrechter: Alfredo Trentalange (ITA) |

|                                                                           |                  |       |                       |                                                                                        |
| 7 oktober WK 2002 kwalificatie № 494 «onderlinge duels» 15:00 uur (UTC+1) | Wales            | 1 – 1 | Noorwegen             | Millennium Stadium, Cardiff Toeschouwers: 51.100 Scheidsrechter: Hartmut Strampe (GER) |
| 7 oktober WK 2002 kwalificatie № 494 «onderlinge duels» 15:00 uur (UTC+1) | Nathan Blake 60' |       | 80' Thorstein Helstad | Millennium Stadium, Cardiff Toeschouwers: 51.100 Scheidsrechter: Hartmut Strampe (GER) |

|                                                                            |       |       |       |                                                                                              |
| 11 oktober WK 2002 kwalificatie № 495 «onderlinge duels» 20:00 uur (UTC+2) | Polen | 0 – 0 | Wales | Wojska Polskiegostadion, Warschau Toeschouwers: 10.067 Scheidsrechter: Lucillo Batista (POR) |
| 11 oktober WK 2002 kwalificatie № 495 «onderlinge duels» 20:00 uur (UTC+2) |       |       |       | Wojska Polskiegostadion, Warschau Toeschouwers: 10.067 Scheidsrechter: Lucillo Batista (POR) |

### 2001
|                                                                          |                                         |       |                                   |                                                                                         |
| 24 maart WK 2002 kwalificatie № 496 «onderlinge duels» 19:00 uur (UTC+4) | Armenië                                 | 2 – 2 | Wales                             | Republican Stadion, Jerevan Toeschouwers: 7.000 Scheidsrechter: George Kasnaferis (GRE) |
| 24 maart WK 2002 kwalificatie № 496 «onderlinge duels» 19:00 uur (UTC+4) | Artak Minasyan 32' Andrei Movsesyan 72' |       | 40' John Hartson 49' John Hartson | Republican Stadion, Jerevan Toeschouwers: 7.000 Scheidsrechter: George Kasnaferis (GRE) |

|                                                                          |                  |       |                        |                                                                                    |
| 28 maart WK 2002 kwalificatie № 497 «onderlinge duels» 19:30 uur (UTC+1) | Wales            | 1 – 1 | Oekraïne               | Millennium Stadium, Cardiff Toeschouwers: 49.847 Scheidsrechter: Eric Romain (BEL) |
| 28 maart WK 2002 kwalificatie № 497 «onderlinge duels» 19:30 uur (UTC+1) | John Hartson 12' |       | 52' Andrij Sjevtsjenko | Millennium Stadium, Cardiff Toeschouwers: 49.847 Scheidsrechter: Eric Romain (BEL) |

|                                                                        |                  |       |                                               |                                                                                   |
| 2 juni WK 2002 kwalificatie № 498 «onderlinge duels» 15:00 uur (UTC+1) | Wales            | 1 – 2 | Polen                                         | Millennium Stadium, Cardiff Toeschouwers: 48.500 Scheidsrechter: Erol Ersöy (TUR) |
| 2 juni WK 2002 kwalificatie № 498 «onderlinge duels» 15:00 uur (UTC+1) | Nathan Blake 13' |       | 32' Emmanuel Olisadebe 72' Paweł Kryszałowicz | Millennium Stadium, Cardiff Toeschouwers: 48.500 Scheidsrechter: Erol Ersöy (TUR) |

|                                                                        |                   |       |                    |                                                                                      |
| 6 juni WK 2002 kwalificatie № 499 «onderlinge duels» 19:00 uur (UTC+3) | Oekraïne          | 1 – 1 | Wales              | NSK Olimpiejsky, Kiev Toeschouwers: 33.000 Scheidsrechter: Joaquim Paulo Gomes (POR) |
| 6 juni WK 2002 kwalificatie № 499 «onderlinge duels» 19:00 uur (UTC+3) | Gennady Zubov 14' |       | 80' Mark Pembridge | NSK Olimpiejsky, Kiev Toeschouwers: 33.000 Scheidsrechter: Joaquim Paulo Gomes (POR) |

|                                                                             |       |       |         |                                                                                      |
| 1 september WK 2002 kwalificatie № 500 «onderlinge duels» 15:00 uur (UTC+1) | Wales | 0 – 0 | Armenië | Millennium Stadium, Cardiff Toeschouwers: 20.000 Scheidsrechter: Joseph Attard (MLT) |
| 1 september WK 2002 kwalificatie № 500 «onderlinge duels» 15:00 uur (UTC+1) |       |       |         | Millennium Stadium, Cardiff Toeschouwers: 20.000 Scheidsrechter: Joseph Attard (MLT) |

|                                                                             |                                                    |       |                                     |                                                                                 |
| 5 september WK 2002 kwalificatie № 501 «onderlinge duels» 19:00 uur (UTC+2) | Noorwegen                                          | 3 – 2 | Wales                               | Ullevaalstadion, Oslo Toeschouwers: 18.211 Scheidsrechter: Fritz Stuchlik (AUT) |
| 5 september WK 2002 kwalificatie № 501 «onderlinge duels» 19:00 uur (UTC+2) | Ronny Johnsen 17' John Carew 64' Frode Johnsen 82' |       | 10' Robbie Savage 28' Craig Bellamy | Ullevaalstadion, Oslo Toeschouwers: 18.211 Scheidsrechter: Fritz Stuchlik (AUT) |

|                                                                           |                  |       |             |                                                                                           |
| 6 oktober WK 2002 kwalificatie № 502 «onderlinge duels» 14:30 uur (UTC+1) | Wales            | 1 – 0 | Wit-Rusland | Millennium Stadium, Cardiff Toeschouwers: 10.201 Scheidsrechter: Pasquale Rodomonti (ITA) |
| 6 oktober WK 2002 kwalificatie № 502 «onderlinge duels» 14:30 uur (UTC+1) | John Hartson 47' |       |             | Millennium Stadium, Cardiff Toeschouwers: 10.201 Scheidsrechter: Pasquale Rodomonti (ITA) |

### 2002
|                                                                        |                   |       |                        |                                                                                    |
| 13 februari Vriendschappelijk № 503 «onderlinge duels» 19:30 uur (UTC) | Wales             | 1 – 1 | Argentinië             | Millennium Stadium, Cardiff Toeschouwers: 62.500 Scheidsrechter: Paul McKeon (IRL) |
| 13 februari Vriendschappelijk № 503 «onderlinge duels» 19:30 uur (UTC) | Craig Bellamy 34' |       | 62' Julio Ricardo Cruz | Millennium Stadium, Cardiff Toeschouwers: 62.500 Scheidsrechter: Paul McKeon (IRL) |

|                                                                     |       |       |          |                                                                                        |
| 27 maart Vriendschappelijk № 504 «onderlinge duels» 19:15 uur (UTC) | Wales | 0 – 0 | Tsjechië | Millennium Stadium, Cardiff Toeschouwers: 21.209 Scheidsrechter: Claus Bo Larsen (DEN) |
| 27 maart Vriendschappelijk № 504 «onderlinge duels» 19:15 uur (UTC) |       |       |          | Millennium Stadium, Cardiff Toeschouwers: 21.209 Scheidsrechter: Claus Bo Larsen (DEN) |

|                                                                     |                     |       |           |                                                                                        |
| 14 mei Vriendschappelijk № 505 «onderlinge duels» 19:45 uur (UTC+1) | Wales               | 1 – 0 | Duitsland | Millennium Stadium, Cardiff Toeschouwers: 36.059 Scheidsrechter: Roy Helge Olsen (DEN) |
| 14 mei Vriendschappelijk № 505 «onderlinge duels» 19:45 uur (UTC+1) | Robert Earnshaw 46' |       |           | Millennium Stadium, Cardiff Toeschouwers: 36.059 Scheidsrechter: Roy Helge Olsen (DEN) |

|                                                                          |                   |       |                  |                                                                                          |
| 21 augustus Vriendschappelijk № 506 «onderlinge duels» 20:00 uur (UTC+2) | Kroatië           | 1 – 1 | Wales            | Varteksstadion, Varaždin Toeschouwers: 6.500 Scheidsrechter: Lutz Michael Fröhlich (GER) |
| 21 augustus Vriendschappelijk № 506 «onderlinge duels» 20:00 uur (UTC+2) | Mladen Petrić 79' |       | 11' Simon Davies | Varteksstadion, Varaždin Toeschouwers: 6.500 Scheidsrechter: Lutz Michael Fröhlich (GER) |

|                                                                            |         |                                   |       |                                                                                   |
| 7 september EK 2004 kwalificatie № 507 «onderlinge duels» 19:00 uur (UTC+) | Finland | 0 – 2                             | Wales | Olympiastadion, Helsinki Toeschouwers: 35.833 Scheidsrechter: Konrad Plautz (AUT) |
| 7 september EK 2004 kwalificatie № 507 «onderlinge duels» 19:00 uur (UTC+) |         | 30' John Hartson 72' Simon Davies |       | Olympiastadion, Helsinki Toeschouwers: 35.833 Scheidsrechter: Konrad Plautz (AUT) |

|                                                                            |                                    |       |                          |                                                                                         |
| 16 oktober EK 2004 kwalificatie № 508 «onderlinge duels» 19:45 uur (UTC+1) | Wales                              | 2 – 1 | Italië                   | Millennium Stadium, Cardiff Toeschouwers: 70.000 Scheidsrechter: Gilles Veissière (FRA) |
| 16 oktober EK 2004 kwalificatie № 508 «onderlinge duels» 19:45 uur (UTC+1) | Simon Davies 11' Craig Bellamy 70' |       | 31' Alessandro Del Piero | Millennium Stadium, Cardiff Toeschouwers: 70.000 Scheidsrechter: Gilles Veissière (FRA) |

|                                                                             |              |                                 |       |                                                                                       |
| 20 november EK 2004 kwalificatie № 509 «onderlinge duels» 19:00 uur (UTC+4) | Azerbeidzjan | 0 – 2                           | Wales | Tofikh Bakhramov Stadion, Bakoe Toeschouwers: 12.000 Scheidsrechter: Luc Huyghe (BEL) |
| 20 november EK 2004 kwalificatie № 509 «onderlinge duels» 19:00 uur (UTC+4) |              | 10' Gary Speed 68' John Hartson |       | Tofikh Bakhramov Stadion, Bakoe Toeschouwers: 12.000 Scheidsrechter: Luc Huyghe (BEL) |

### 2003
|                                                                        |                                     |       |                                     |                                                                                      |
| 12 februari Vriendschappelijk № 510 «onderlinge duels» 19:45 uur (UTC) | Wales                               | 2 – 2 | Bosnië en Her.                      | Millennium Stadium, Cardiff Toeschouwers: 21.456 Scheidsrechter: David Malcolm (NIR) |
| 12 februari Vriendschappelijk № 510 «onderlinge duels» 19:45 uur (UTC) | Robert Earnshaw 8' John Hartson 74' |       | 5' Elvir Baljić 64' Sergej Barbarez | Millennium Stadium, Cardiff Toeschouwers: 21.456 Scheidsrechter: David Malcolm (NIR) |

|                                                                        |                                                                 |       |              |                                                                                       |
| 29 maart EK 2004 kwalificatie № 511 «onderlinge duels» 15:30 uur (UTC) | Wales                                                           | 4 – 0 | Azerbeidzjan | Millennium Stadium, Cardiff Toeschouwers: 73.500 Scheidsrechter: Philippe Leuba (SUI) |
| 29 maart EK 2004 kwalificatie № 511 «onderlinge duels» 15:30 uur (UTC) | Craig Bellamy 1' Gary Speed 40' John Hartson 44' Ryan Giggs 53' |       |              | Millennium Stadium, Cardiff Toeschouwers: 73.500 Scheidsrechter: Philippe Leuba (SUI) |

|                                                                     |                                           |       |       |                                                                                       |
| 26 mei Vriendschappelijk № 512 «onderlinge duels» 19:00 uur (UTC−7) | Verenigde Staten                          | 2 – 0 | Wales | Spartan Stadium, San Jose Toeschouwers: 12.282 Scheidsrechter: Benito Archundia (MEX) |
| 26 mei Vriendschappelijk № 512 «onderlinge duels» 19:00 uur (UTC−7) | Landon Donovan 41' (pen.) Eddie Lewis 59' |       |       | Spartan Stadium, San Jose Toeschouwers: 12.282 Scheidsrechter: Benito Archundia (MEX) |

|                                                                             |                       |       |       |                                                                                    |
| 20 augustus EK 2004 kwalificatie № 513 «onderlinge duels» 20:15 uur (UTC+2) | Servië en M.          | 1 – 0 | Wales | Rode Sterstadion, Belgrado Toeschouwers: 30.000 Scheidsrechter: Anders Frisk (SWE) |
| 20 augustus EK 2004 kwalificatie № 513 «onderlinge duels» 20:15 uur (UTC+2) | Dragan Mladenović 73' |       |       | Rode Sterstadion, Belgrado Toeschouwers: 30.000 Scheidsrechter: Anders Frisk (SWE) |

|                                                                             |                                                                                      |       |       |                                                                                |
| 6 september EK 2004 kwalificatie № 514 «onderlinge duels» 20:45 uur (UTC+2) | Italië                                                                               | 4 – 0 | Wales | Stadio San Siro, Milaan Toeschouwers: 80.000 Scheidsrechter: Markus Merk (GER) |
| 6 september EK 2004 kwalificatie № 514 «onderlinge duels» 20:45 uur (UTC+2) | Filippo Inzaghi 59' Filippo Inzaghi 63' Filippo Inzaghi 70' Alessandro Del Piero 76' |       |       | Stadio San Siro, Milaan Toeschouwers: 80.000 Scheidsrechter: Markus Merk (GER) |

|                                                                              |                 |       |                     |                                                                                             |
| 10 september EK 2004 kwalificatie № 515 «onderlinge duels» 19:45 uur (UTC+1) | Wales           | 1 – 1 | Finland             | Millennium Stadium, Cardiff Toeschouwers: 73.411 Scheidsrechter: Arturo Daudén Ibáñez (ESP) |
| 10 september EK 2004 kwalificatie № 515 «onderlinge duels» 19:45 uur (UTC+1) | Simon Davies 3' |       | 79' Mikael Forssell | Millennium Stadium, Cardiff Toeschouwers: 73.411 Scheidsrechter: Arturo Daudén Ibáñez (ESP) |

|                                                                            |                                             |       |                                                          |                                                                                       |
| 11 oktober EK 2004 kwalificatie № 516 «onderlinge duels» 19:45 uur (UTC+1) | Wales                                       | 2 – 3 | Servië en M.                                             | Millennium Stadium, Cardiff Toeschouwers: 72.500 Scheidsrechter: Fritz Stuchlik (AUT) |
| 11 oktober EK 2004 kwalificatie № 516 «onderlinge duels» 19:45 uur (UTC+1) | John Hartson 25' (pen.) Robert Earnshaw 90' |       | 4' Zvonimir Vukić 81' Savo Milošević 87' Danijel Ljuboja | Millennium Stadium, Cardiff Toeschouwers: 72.500 Scheidsrechter: Fritz Stuchlik (AUT) |

|                                                                             |         |       |       |                                                                                      |
| 15 november EK 2004 kwalificatie № 517 «onderlinge duels» 19:00 uur (UTC+3) | Rusland | 0 – 0 | Wales | Lokomotiv Stadion, Moskou Toeschouwers: 30.000 Scheidsrechter: Lucílio Batista (POR) |
| 15 november EK 2004 kwalificatie № 517 «onderlinge duels» 19:00 uur (UTC+3) |         |       |       | Lokomotiv Stadion, Moskou Toeschouwers: 30.000 Scheidsrechter: Lucílio Batista (POR) |

|                                                                           |       |                    |         |                                                                                      |
| 19 november EK 2004 kwalificatie № 518 «onderlinge duels» 19:30 uur (UTC) | Wales | 0 – 1              | Rusland | Millennium Stadium, Cardiff Toeschouwers: 73.062 Scheidsrechter: Manuel Mejuto (ESP) |
| 19 november EK 2004 kwalificatie № 518 «onderlinge duels» 19:30 uur (UTC) |       | 22' Vadim Yevseyev |         | Millennium Stadium, Cardiff Toeschouwers: 73.062 Scheidsrechter: Manuel Mejuto (ESP) |

### 2004
|                                                                        |                                                                              |       |           |                                                                                     |
| 18 februari Vriendschappelijk № 519 «onderlinge duels» 19:45 uur (UTC) | Wales                                                                        | 4 – 0 | Schotland | Millennium Stadium, Cardiff Toeschouwers: 47.124 Scheidsrechter: Michael Ross (NIR) |
| 18 februari Vriendschappelijk № 519 «onderlinge duels» 19:45 uur (UTC) | Robert Earnshaw 1' Robert Earnshaw 35' Robert Earnshaw 58' Gareth Taylor 78' |       |           | Millennium Stadium, Cardiff Toeschouwers: 47.124 Scheidsrechter: Michael Ross (NIR) |

|                                                                       |                              |       |                                      |                                                                                          |
| 31 maart Vriendschappelijk № 520 «onderlinge duels» 20:15 uur (UTC+2) | Hongarije                    | 1 – 2 | Wales                                | Ferenc Puskásstadion, Boedapest Toeschouwers: 15.000 Scheidsrechter: Florian Meyer (GER) |
| 31 maart Vriendschappelijk № 520 «onderlinge duels» 20:15 uur (UTC+2) | Krisztián Kenesei 18' (pen.) |       | 20' Jason Koumas 76' Robert Earnshaw | Ferenc Puskásstadion, Boedapest Toeschouwers: 15.000 Scheidsrechter: Florian Meyer (GER) |

|                                                                     |           |       |       |                                                                                 |
| 27 mei Vriendschappelijk № 521 «onderlinge duels» 19:00 uur (UTC+2) | Noorwegen | 0 – 0 | Wales | Ullevaalstadion, Oslo Toeschouwers: 14.137 Scheidsrechter: Martin Hansson (SWE) |
| 27 mei Vriendschappelijk № 521 «onderlinge duels» 19:00 uur (UTC+2) |           |       |       | Ullevaalstadion, Oslo Toeschouwers: 14.137 Scheidsrechter: Martin Hansson (SWE) |

|                                                                     |                |       |        |                                                                                   |
| 30 mei Vriendschappelijk № 522 «onderlinge duels» 14:30 uur (UTC+1) | Wales          | 1 – 0 | Canada | Racecourse Ground, Wrexham Toeschouwers: 10.805 Scheidsrechter: Paul McKeon (IRL) |
| 30 mei Vriendschappelijk № 522 «onderlinge duels» 14:30 uur (UTC+1) | Paul Parry 21' |       |        | Racecourse Ground, Wrexham Toeschouwers: 10.805 Scheidsrechter: Paul McKeon (IRL) |

|                                                                          |         |                                    |       |                                                                               |
| 18 augustus Vriendschappelijk № 523 «onderlinge duels» 19:30 uur (UTC+3) | Letland | 0 – 2                              | Wales | Skontostadion, Riga Toeschouwers: 6.500 Scheidsrechter: Valentin Ivanov (RUS) |
| 18 augustus Vriendschappelijk № 523 «onderlinge duels» 19:30 uur (UTC+3) |         | 82' John Hartson 89' Craig Bellamy |       | Skontostadion, Riga Toeschouwers: 6.500 Scheidsrechter: Valentin Ivanov (RUS) |

|                                                                             |                     |       |                |                                                                                          |
| 4 september WK 2006 kwalificatie № 524 «onderlinge duels» 21:00 uur (UTC+5) | Azerbeidzjan        | 1 – 1 | Wales          | Tofikh Bakhramov Stadion, Bakoe Toeschouwers: 15.000 Scheidsrechter: Edo Trivković (CRO) |
| 4 september WK 2006 kwalificatie № 524 «onderlinge duels» 21:00 uur (UTC+5) | Rashad Sadikhov 56' |       | 48' Gary Speed | Tofikh Bakhramov Stadion, Bakoe Toeschouwers: 15.000 Scheidsrechter: Edo Trivković (CRO) |

|                                                                             |                                      |       |                                  |                                                                                         |
| 8 september WK 2006 kwalificatie № 525 «onderlinge duels» 20:00 uur (UTC+1) | Wales                                | 2 – 2 | Noord-Ierland                    | Millennium Stadium, Cardiff Toeschouwers: 63.500 Scheidsrechter: Domenico Messina (ITA) |
| 8 september WK 2006 kwalificatie № 525 «onderlinge duels» 20:00 uur (UTC+1) | John Hartson 32' Robert Earnshaw 75' |       | 11' Jeff Whitley 21' David Healy | Millennium Stadium, Cardiff Toeschouwers: 63.500 Scheidsrechter: Domenico Messina (ITA) |

|                                                                           |                                    |       |       |                                                                                 |
| 9 oktober WK 2006 kwalificatie № 526 «onderlinge duels» 15:00 uur (UTC+2) | Engeland                           | 2 – 0 | Wales | Old Trafford, Manchester Toeschouwers: 65.224 Scheidsrechter: Terje Hauge (NOR) |
| 9 oktober WK 2006 kwalificatie № 526 «onderlinge duels» 15:00 uur (UTC+2) | Frank Lampard 4' David Beckham 76' |       |       | Old Trafford, Manchester Toeschouwers: 65.224 Scheidsrechter: Terje Hauge (NOR) |

|                                                                            |                                      |       |                                                               |                                                                                   |
| 13 oktober WK 2006 kwalificatie № 527 «onderlinge duels» 20:00 uur (UTC+1) | Wales                                | 2 – 3 | Polen                                                         | Millennium Stadium, Cardiff Toeschouwers: 74.000 Scheidsrechter: Alain Sars (FRA) |
| 13 oktober WK 2006 kwalificatie № 527 «onderlinge duels» 20:00 uur (UTC+1) | Robert Earnshaw 55' John Hartson 90' |       | 72' Tomasz Frankowski 81' Maciej Żurawski 85' Jacek Krzynówek | Millennium Stadium, Cardiff Toeschouwers: 74.000 Scheidsrechter: Alain Sars (FRA) |

### 2005
|                                                                         |                                     |       |           |                                                                                         |
| 9 februari Vriendschappelijk № 528 «onderlinge duels» 20:00 uur (UTC+1) | Wales                               | 2 – 0 | Hongarije | Millennium Stadium, Cardiff Toeschouwers: 16.672 Scheidsrechter: Charlie Richmond (SCO) |
| 9 februari Vriendschappelijk № 528 «onderlinge duels» 20:00 uur (UTC+1) | Craig Bellamy 63' Craig Bellamy 80' |       |           | Millennium Stadium, Cardiff Toeschouwers: 16.672 Scheidsrechter: Charlie Richmond (SCO) |

|                                                                        |       |                                     |            |                                                                                      |
| 26 maart WK 2006 kwalificatie № 529 «onderlinge duels» 15:00 uur (UTC) | Wales | 0 – 2                               | Oostenrijk | Millennium Stadium, Cardiff Toeschouwers: 47.760 Scheidsrechter: Paul Allaerts (BEL) |
| 26 maart WK 2006 kwalificatie № 529 «onderlinge duels» 15:00 uur (UTC) |       | 81' Ivica Vastić 85' Martin Stranzl |            | Millennium Stadium, Cardiff Toeschouwers: 47.760 Scheidsrechter: Paul Allaerts (BEL) |

|                                                                          |                    |       |       |                                                                                              |
| 30 maart WK 2006 kwalificatie № 530 «onderlinge duels» 20:30 uur (UTC+2) | Oostenrijk         | 1 – 0 | Wales | Ernst Happelstadion, Wenen Toeschouwers: 29.500 Scheidsrechter: Manuel Mejuto González (ESP) |
| 30 maart WK 2006 kwalificatie № 530 «onderlinge duels» 20:30 uur (UTC+2) | René Aufhauser 87' |       |       | Ernst Happelstadion, Wenen Toeschouwers: 29.500 Scheidsrechter: Manuel Mejuto González (ESP) |

|                                                                          |       |       |          |                                                                                |
| 17 augustus Vriendschappelijk № 531 «onderlinge duels» 19:30 uur (UTC+1) | Wales | 0 – 0 | Slovenië | Liberty Stadium, Swansea Toeschouwers: 11.087 Scheidsrechter: Ian Stokes (IRL) |
| 17 augustus Vriendschappelijk № 531 «onderlinge duels» 19:30 uur (UTC+1) |       |       |          | Liberty Stadium, Swansea Toeschouwers: 11.087 Scheidsrechter: Ian Stokes (IRL) |

|                                                                             |       |              |          |                                                                                        |
| 3 september WK 2006 kwalificatie № 532 «onderlinge duels» 15:00 uur (UTC+1) | Wales | 0 – 1        | Engeland | Millennium Stadium, Cardiff Toeschouwers: 70.795 Scheidsrechter: Valentin Ivanov (RUS) |
| 3 september WK 2006 kwalificatie № 532 «onderlinge duels» 15:00 uur (UTC+1) |       | 54' Joe Cole |          | Millennium Stadium, Cardiff Toeschouwers: 70.795 Scheidsrechter: Valentin Ivanov (RUS) |

|                                                                             |                            |       |       |                                                                                              |
| 7 september WK 2006 kwalificatie № 533 «onderlinge duels» 20:30 uur (UTC+2) | Polen                      | 1 – 0 | Wales | Wojska Polskiegostadion, Warschau Toeschouwers: 14.000 Scheidsrechter: Claus Bo Larsen (DEN) |
| 7 september WK 2006 kwalificatie № 533 «onderlinge duels» 20:30 uur (UTC+2) | Maciej Żurawski 54' (pen.) |       |       | Wojska Polskiegostadion, Warschau Toeschouwers: 14.000 Scheidsrechter: Claus Bo Larsen (DEN) |

|                                                                           |                                      |       |                                                   |                                                                              |
| 8 oktober WK 2006 kwalificatie № 534 «onderlinge duels» 14:00 uur (UTC+1) | Noord-Ierland                        | 2 – 3 | Wales                                             | Windsor Park, Belfast Toeschouwers: 14.000 Scheidsrechter: Ruud Bossen (NED) |
| 8 oktober WK 2006 kwalificatie № 534 «onderlinge duels» 14:00 uur (UTC+1) | Keith Gillespie 46' Steven Davis 50' |       | 27' Simon Davies 38' Carl Robinson 61' Ryan Giggs | Windsor Park, Belfast Toeschouwers: 14.000 Scheidsrechter: Ruud Bossen (NED) |

|                                                                            |                              |       |              |                                                                                       |
| 12 oktober WK 2006 kwalificatie № 535 «onderlinge duels» 19:45 uur (UTC+1) | Wales                        | 2 – 0 | Azerbeidzjan | Millennium Stadium, Cardiff Toeschouwers: 32.628 Scheidsrechter: Martin Hansson (SWE) |
| 12 oktober WK 2006 kwalificatie № 535 «onderlinge duels» 19:45 uur (UTC+1) | Ryan Giggs 3' Ryan Giggs 51' |       |              | Millennium Stadium, Cardiff Toeschouwers: 32.628 Scheidsrechter: Martin Hansson (SWE) |

|                                                                          |                          |       |       |                                                                               |
| 16 november Vriendschappelijk № 536 «onderlinge duels» 21:00 uur (UTC+2) | Cyprus                   | 1 – 0 | Wales | Tsirionstadion, Limasol Toeschouwers: 1.000 Scheidsrechter: Haim Yaacov (ISR) |
| 16 november Vriendschappelijk № 536 «onderlinge duels» 21:00 uur (UTC+2) | Hrysis Mihail 42' (pen.) |       |       | Tsirionstadion, Limasol Toeschouwers: 1.000 Scheidsrechter: Haim Yaacov (ISR) |

### 2006
|                                                                    |       |       |          |                                                                                        |
| 1 maart Vriendschappelijk № 537 «onderlinge duels» 20:00 uur (UTC) | Wales | 0 – 0 | Paraguay | Millennium Stadium, Cardiff Toeschouwers: 12.324 Scheidsrechter: Dougie McDonald (SCO) |
| 1 maart Vriendschappelijk № 537 «onderlinge duels» 20:00 uur (UTC) |       |       |          | Millennium Stadium, Cardiff Toeschouwers: 12.324 Scheidsrechter: Dougie McDonald (SCO) |

|                                                                     |                                         |       |                    |                                                                         |
| 27 mei Vriendschappelijk № 538 «onderlinge duels» 18:15 uur (UTC+2) | Wales                                   | 2 – 1 | Trinidad en Tobago | UPC Arena, Graz Toeschouwers: 8.000 Scheidsrechter: Stefan Meßner (AUT) |
| 27 mei Vriendschappelijk № 538 «onderlinge duels» 18:15 uur (UTC+2) | Robert Earnshaw 38' Robert Earnshaw 87' |       | 32' Stern John     | UPC Arena, Graz Toeschouwers: 8.000 Scheidsrechter: Stefan Meßner (AUT) |

|                                                                          |       |       |           |                                                                                  |
| 15 augustus Vriendschappelijk № 539 «onderlinge duels» 19:45 uur (UTC+1) | Wales | 0 – 0 | Bulgarije | Liberty Stadium, Swansea Toeschouwers: 8.200 Scheidsrechter: Joseph Attard (MLT) |
| 15 augustus Vriendschappelijk № 539 «onderlinge duels» 19:45 uur (UTC+1) |       |       |           | Liberty Stadium, Swansea Toeschouwers: 8.200 Scheidsrechter: Joseph Attard (MLT) |

|                                                                             |                                   |       |                           |                                                                                  |
| 2 september EK 2008 kwalificatie № 540 «onderlinge duels» 20:15 uur (UTC+2) | Tsjechië                          | 2 – 1 | Wales                     | Na Stinadlech, Teplice Toeschouwers: 16.204 Scheidsrechter: Jonas Eriksson (SWE) |
| 2 september EK 2008 kwalificatie № 540 «onderlinge duels» 20:15 uur (UTC+2) | David Lafata 76' David Lafata 89' |       | 85' (e.d.) Martin Jiránek | Na Stinadlech, Teplice Toeschouwers: 16.204 Scheidsrechter: Jonas Eriksson (SWE) |

|                                                                          |       |                             |          |                                                                               |
| 5 september Vriendschappelijk № 541 «onderlinge duels» 19:45 uur (UTC+1) | Wales | 0 – 2                       | Brazilië | White Hart Lane, Londen Toeschouwers: 22.008 Scheidsrechter: Mike Riley (ENG) |
| 5 september Vriendschappelijk № 541 «onderlinge duels» 19:45 uur (UTC+1) |       | 61' Marcelo 74' Vágner Love |          | White Hart Lane, Londen Toeschouwers: 22.008 Scheidsrechter: Mike Riley (ENG) |

|                                                                           |                 |       |                                                                                          |                                                                                        |
| 7 oktober EK 2008 kwalificatie № 542 «onderlinge duels» 15:00 uur (UTC+1) | Wales           | 1 – 5 | Slowakije                                                                                | Millennium Stadium, Cardiff Toeschouwers: 28.493 Scheidsrechter: Dick van Egmond (NED) |
| 7 oktober EK 2008 kwalificatie № 542 «onderlinge duels» 15:00 uur (UTC+1) | Gareth Bale 37' |       | 14' Dušan Švento 32' Marek Mintál 38' Marek Mintál 51' Miroslav Karhan 59' Róbert Vittek | Millennium Stadium, Cardiff Toeschouwers: 28.493 Scheidsrechter: Dick van Egmond (NED) |

|                                                                            |                                                        |       |                   |                                                                                     |
| 11 oktober EK 2008 kwalificatie № 543 «onderlinge duels» 20:00 uur (UTC+1) | Wales                                                  | 3 – 1 | Cyprus            | Millennium Stadium, Cardiff Toeschouwers: 20.456 Scheidsrechter: Jacek Granat (POL) |
| 11 oktober EK 2008 kwalificatie № 543 «onderlinge duels» 20:00 uur (UTC+1) | Jason Koumas 33' Robert Earnshaw 39' Craig Bellamy 72' |       | 83' Yiannis Okkas | Millennium Stadium, Cardiff Toeschouwers: 20.456 Scheidsrechter: Jacek Granat (POL) |

|                                                                        |                                                                        |       |               |                                                                                 |
| 14 november Vriendschappelijk № 544 «onderlinge duels» 19:45 uur (UTC) | Wales                                                                  | 4 – 0 | Liechtenstein | Racecourse Ground, Wrexham Toeschouwers: 8.752 Scheidsrechter: Luc Wilmes (LUX) |
| 14 november Vriendschappelijk № 544 «onderlinge duels» 19:45 uur (UTC) | Jason Koumas 8' Jason Koumas 14' Craig Bellamy 76' Chris Llewellyn 89' |       |               | Racecourse Ground, Wrexham Toeschouwers: 8.752 Scheidsrechter: Luc Wilmes (LUX) |

### 2007
|                                                                       |               |       |       |                                                                                   |
| 6 februari Vriendschappelijk № 545 «onderlinge duels» 19:45 uur (UTC) | Noord-Ierland | 0 – 0 | Wales | Windsor Park, Belfast Toeschouwers: 14.000 Scheidsrechter: Charlie Richmond (SCO) |
| 6 februari Vriendschappelijk № 545 «onderlinge duels» 19:45 uur (UTC) |               |       |       | Windsor Park, Belfast Toeschouwers: 14.000 Scheidsrechter: Charlie Richmond (SCO) |

|                                                                        |                     |       |       |                                                                           |
| 24 maart EK 2008 kwalificatie № 546 «onderlinge duels» 15:00 uur (UTC) | Ierland             | 1 – 0 | Wales | Croke Park, Dublin Toeschouwers: 67.000 Scheidsrechter: Terje Hauge (NOR) |
| 24 maart EK 2008 kwalificatie № 546 «onderlinge duels» 15:00 uur (UTC) | Stephen Ireland 39' |       |       | Croke Park, Dublin Toeschouwers: 67.000 Scheidsrechter: Terje Hauge (NOR) |

|                                                                          |                                                       |       |            |                                                                                           |
| 28 maart EK 2008 kwalificatie № 547 «onderlinge duels» 20:00 uur (UTC+1) | Wales                                                 | 3 – 0 | San Marino | Millennium Stadium, Cardiff Toeschouwers: 18.752 Scheidsrechter: Ararat Tchagharyan (ARM) |
| 28 maart EK 2008 kwalificatie № 547 «onderlinge duels» 20:00 uur (UTC+1) | Ryan Giggs 3' Gareth Bale 20' Jason Koumas 63' (pen.) |       |            | Millennium Stadium, Cardiff Toeschouwers: 18.752 Scheidsrechter: Ararat Tchagharyan (ARM) |

|                                                                     |                                     |       |                                  |                                                                                            |
| 26 mei Vriendschappelijk № 548 «onderlinge duels» 15:00 uur (UTC+1) | Wales                               | 2 – 2 | Nieuw-Zeeland                    | Racecourse Ground, Wrexham Toeschouwers: 7.819 Scheidsrechter: Krishnan Ramachandran (MAS) |
| 26 mei Vriendschappelijk № 548 «onderlinge duels» 15:00 uur (UTC+1) | Craig Bellamy 17' Craig Bellamy 37' |       | 2' Shane Smeltz 23' Shane Smeltz | Racecourse Ground, Wrexham Toeschouwers: 7.819 Scheidsrechter: Krishnan Ramachandran (MAS) |

|                                                                        |       |       |          |                                                                                      |
| 2 juni EK 2008 kwalificatie № 549 «onderlinge duels» 15:00 uur (UTC+1) | Wales | 0 – 0 | Tsjechië | Millennium Stadium, Cardiff Toeschouwers: 30.714 Scheidsrechter: Paul Allaerts (BEL) |
| 2 juni EK 2008 kwalificatie № 549 «onderlinge duels» 15:00 uur (UTC+1) |       |       |          | Millennium Stadium, Cardiff Toeschouwers: 30.714 Scheidsrechter: Paul Allaerts (BEL) |

|                                                                          |           |                     |       |                                                                                      |
| 22 augustus Vriendschappelijk № 550 «onderlinge duels» 18:00 uur (UTC+3) | Bulgarije | 0 – 1               | Wales | Lazurstadion, Boergas Toeschouwers: 15.000 Scheidsrechter: Michalis Germanakos (GRE) |
| 22 augustus Vriendschappelijk № 550 «onderlinge duels» 18:00 uur (UTC+3) |           | 45' Freddy Eastwood |       | Lazurstadion, Boergas Toeschouwers: 15.000 Scheidsrechter: Michalis Germanakos (GRE) |

|                                                                             |       |                                      |           |                                                                                      |
| 8 september EK 2008 kwalificatie № 551 «onderlinge duels» 19:30 uur (UTC+1) | Wales | 0 – 2                                | Duitsland | Millennium Stadium, Cardiff Toeschouwers: 31.000 Scheidsrechter: Manuel Mejuto (ESP) |
| 8 september EK 2008 kwalificatie № 551 «onderlinge duels» 19:30 uur (UTC+1) |       | 5' Miroslav Klose 60' Miroslav Klose |           | Millennium Stadium, Cardiff Toeschouwers: 31.000 Scheidsrechter: Manuel Mejuto (ESP) |

|                                                                              |                                   |       |                                                                                                |                                                                                               |
| 12 september EK 2008 kwalificatie № 552 «onderlinge duels» 18:30 uur (UTC+2) | Slowakije                         | 2 – 5 | Wales                                                                                          | Štadión Antona Malatinského, Trnava Toeschouwers: 5.486 Scheidsrechter: Laurent Duhamel (FRA) |
| 12 september EK 2008 kwalificatie № 552 «onderlinge duels» 18:30 uur (UTC+2) | Marek Mintál 12' Marek Mintál 57' |       | 22' Freddy Eastwood 34' Craig Bellamy 41' Craig Bellamy 78' (e.d.) Ján Ďurica 90' Simon Davies | Štadión Antona Malatinského, Trnava Toeschouwers: 5.486 Scheidsrechter: Laurent Duhamel (FRA) |

|                                                                            |                                                              |       |                   |                                                                                    |
| 13 oktober EK 2008 kwalificatie № 553 «onderlinge duels» 19:15 uur (UTC+3) | Cyprus                                                       | 3 – 1 | Wales             | Neo GSP Stadion, Nicosia Toeschouwers: 8.500 Scheidsrechter: Carlo Bertolini (SUI) |
| 13 oktober EK 2008 kwalificatie № 553 «onderlinge duels» 19:15 uur (UTC+3) | Yiannis Okkas 59' Yiannis Okkas 68' Costas Charalambides 79' |       | 21' James Collins | Neo GSP Stadion, Nicosia Toeschouwers: 8.500 Scheidsrechter: Carlo Bertolini (SUI) |

|                                                                            |                |       |                                    |                                                                                      |
| 17 oktober EK 2008 kwalificatie № 554 «onderlinge duels» 20:15 uur (UTC+2) | San Marino     | 1 – 2 | Wales                              | Stadio Olimpico, Serravalle Toeschouwers: 1.182 Scheidsrechter: Anthony Zammit (MLT) |
| 17 oktober EK 2008 kwalificatie № 554 «onderlinge duels» 20:15 uur (UTC+2) | Andy Selva 73' |       | 13' Robert Earnshaw 36' Joe Ledley | Stadio Olimpico, Serravalle Toeschouwers: 1.182 Scheidsrechter: Anthony Zammit (MLT) |

|                                                                           |                                          |       |                                  |                                                                                      |
| 17 november EK 2008 kwalificatie № 555 «onderlinge duels» 15:00 uur (UTC) | Wales                                    | 2 – 2 | Ierland                          | Millennium Stadium, Cardiff Toeschouwers: 24.619 Scheidsrechter: Oleh Oriekhov (UKR) |
| 17 november EK 2008 kwalificatie № 555 «onderlinge duels» 15:00 uur (UTC) | Jason Koumas 23' Jason Koumas 89' (pen.) |       | 31' Robbie Keane 60' Kevin Doyle | Millennium Stadium, Cardiff Toeschouwers: 24.619 Scheidsrechter: Oleh Oriekhov (UKR) |

|                                                                             |           |       |       |                                                                                        |
| 21 november EK 2008 kwalificatie № 556 «onderlinge duels» 20:30 uur (UTC+1) | Duitsland | 0 – 0 | Wales | Commerzbank-Arena, Frankfurt Toeschouwers: 49.292 Scheidsrechter: Cristian Balaj (ROU) |
| 21 november EK 2008 kwalificatie № 556 «onderlinge duels» 20:30 uur (UTC+1) |           |       |       | Commerzbank-Arena, Frankfurt Toeschouwers: 49.292 Scheidsrechter: Cristian Balaj (ROU) |

### 2008
|                                                                       |                                                     |       |           |                                                                                   |
| 6 februari Vriendschappelijk № 557 «onderlinge duels» 19:45 uur (UTC) | Wales                                               | 3 – 0 | Noorwegen | Racecourse Ground, Wrexham Toeschouwers: 7.000 Scheidsrechter: David McKeon (IRL) |
| 6 februari Vriendschappelijk № 557 «onderlinge duels» 19:45 uur (UTC) | Carl Fletcher 15' Jason Koumas 62' Jason Koumas 89' |       |           | Racecourse Ground, Wrexham Toeschouwers: 7.000 Scheidsrechter: David McKeon (IRL) |

|                                                                       |           |                                         |       |                                                                                       |
| 26 maart Vriendschappelijk № 558 «onderlinge duels» 20:15 uur (UTC+1) | Luxemburg | 0 – 2                                   | Wales | Stade Josy Barthel, Luxemburg Toeschouwers: 1.879 Scheidsrechter: Björn Kuipers (NED) |
| 26 maart Vriendschappelijk № 558 «onderlinge duels» 20:15 uur (UTC+1) |           | 37' Freddy Eastwood 46' Freddy Eastwood |       | Stade Josy Barthel, Luxemburg Toeschouwers: 1.879 Scheidsrechter: Björn Kuipers (NED) |

|                                                                   |         |                |       |                                                                                      |
| 28 mei Vriendschappelijk № 559 «onderlinge duels» 19:35 uur (UTC) | IJsland | 0 – 1          | Wales | Laugardalsvöllur, Reykjavik Toeschouwers: 5.322 Scheidsrechter: Adrian McCourt (NIR) |
| 28 mei Vriendschappelijk № 559 «onderlinge duels» 19:35 uur (UTC) |         | 44' Ched Evans |       | Laugardalsvöllur, Reykjavik Toeschouwers: 5.322 Scheidsrechter: Adrian McCourt (NIR) |

|                                                                     |                                      |       |       |                                                                           |
| 1 juni Vriendschappelijk № 560 «onderlinge duels» 15:00 uur (UTC+2) | Nederland                            | 2 – 0 | Wales | De Kuip, Rotterdam Toeschouwers: 49.000 Scheidsrechter: Felix Brych (GER) |
| 1 juni Vriendschappelijk № 560 «onderlinge duels» 15:00 uur (UTC+2) | Arjen Robben 35' Wesley Sneijder 54' |       |       | De Kuip, Rotterdam Toeschouwers: 49.000 Scheidsrechter: Felix Brych (GER) |

|                                                                          |                  |       |                                     |                                                                                 |
| 20 augustus Vriendschappelijk № 561 «onderlinge duels» 20:05 uur (UTC+1) | Wales            | 1 – 2 | Georgië                             | Millennium Stadium, Cardiff Toeschouwers: 6.435 Scheidsrechter: Matej Jug (SLO) |
| 20 augustus Vriendschappelijk № 561 «onderlinge duels» 20:05 uur (UTC+1) | Jason Koumas 16' |       | 66' Levan Kenia 90' Beka Gotsiridze | Millennium Stadium, Cardiff Toeschouwers: 6.435 Scheidsrechter: Matej Jug (SLO) |

|                                                                             |               |       |              |                                                                                           |
| 6 september WK 2010 kwalificatie № 562 «onderlinge duels» 15:00 uur (UTC+1) | Wales         | 1 – 0 | Azerbeidzjan | Millennium Stadium, Cardiff Toeschouwers: 17.106 Scheidsrechter: Aleksandar Stavrev (MKD) |
| 6 september WK 2010 kwalificatie № 562 «onderlinge duels» 15:00 uur (UTC+1) | Sam Vokes 83' |       |              | Millennium Stadium, Cardiff Toeschouwers: 17.106 Scheidsrechter: Aleksandar Stavrev (MKD) |

|                                                                              |                                                      |       |                |                                                                                    |
| 10 september WK 2010 kwalificatie № 563 «onderlinge duels» 19:00 uur (UTC+4) | Rusland                                              | 2 – 1 | Wales          | Lokomotiv Stadion, Moskou Toeschouwers: 28.000 Scheidsrechter: Damir Skomina (SLO) |
| 10 september WK 2010 kwalificatie № 563 «onderlinge duels» 19:00 uur (UTC+4) | Roman Pavljoetsjenko 22' (pen.) Pavel Pogrebnjak 81' |       | 67' Joe Ledley | Lokomotiv Stadion, Moskou Toeschouwers: 28.000 Scheidsrechter: Damir Skomina (SLO) |

|                                                                            |                                         |       |               |                                                                                         |
| 11 oktober WK 2010 kwalificatie № 564 «onderlinge duels» 17:30 uur (UTC+1) | Wales                                   | 2 – 0 | Liechtenstein | Millennium Stadium, Cardiff Toeschouwers: 13.356 Scheidsrechter: Thomas Vejlgaard (DEN) |
| 11 oktober WK 2010 kwalificatie № 564 «onderlinge duels» 17:30 uur (UTC+1) | Dave Edwards 42' Mario Frick 80' (e.d.) |       |               | Millennium Stadium, Cardiff Toeschouwers: 13.356 Scheidsrechter: Thomas Vejlgaard (DEN) |

|                                                                            |                      |       |       |                                                                                           |
| 15 oktober WK 2010 kwalificatie № 565 «onderlinge duels» 20:45 uur (UTC+2) | Duitsland            | 1 – 0 | Wales | Borussia-Park, Mönchengladbach Toeschouwers: 45.000 Scheidsrechter: Laurent Duhamel (FRA) |
| 15 oktober WK 2010 kwalificatie № 565 «onderlinge duels» 20:45 uur (UTC+2) | Piotr Trochowski 72' |       |       | Borussia-Park, Mönchengladbach Toeschouwers: 45.000 Scheidsrechter: Laurent Duhamel (FRA) |

|                                                                          |            |                   |       |                                                                                   |
| 19 november Vriendschappelijk № 566 «onderlinge duels» 20:15 uur (UTC+1) | Denemarken | 0 – 1             | Wales | Brøndbystadion, Brøndby Toeschouwers: 10.271 Scheidsrechter: Michael Weiner (GER) |
| 19 november Vriendschappelijk № 566 «onderlinge duels» 20:15 uur (UTC+1) |            | 77' Craig Bellamy |       | Brøndbystadion, Brøndby Toeschouwers: 10.271 Scheidsrechter: Michael Weiner (GER) |

### 2009
|                                                                          |                     |       |       |                                                                                           |
| 11 februari Vriendschappelijk № 567 «onderlinge duels» 18:15 uur (UTC+1) | Polen               | 1 – 0 | Wales | Vila Real de Santo António, Portugal Toeschouwers: 400 Scheidsrechter: Bruno Duarte (POR) |
| 11 februari Vriendschappelijk № 567 «onderlinge duels» 18:15 uur (UTC+1) | Roger Guerreiro 80' |       |       | Vila Real de Santo António, Portugal Toeschouwers: 400 Scheidsrechter: Bruno Duarte (POR) |

|                                                                        |       |                                         |         |                                                                                          |
| 28 maart WK 2010 kwalificatie № 568 «onderlinge duels» 15:00 uur (UTC) | Wales | 0 – 2                                   | Finland | Millennium Stadium, Cardiff Toeschouwers: 22.604 Scheidsrechter: Eduardo Iturralde (ESP) |
| 28 maart WK 2010 kwalificatie № 568 «onderlinge duels» 15:00 uur (UTC) |       | 42' Jonatan Johansson 90+1' Shefki Kuqi |         | Millennium Stadium, Cardiff Toeschouwers: 22.604 Scheidsrechter: Eduardo Iturralde (ESP) |

|                                                                         |       |                                                |           |                                                                                    |
| 1 april WK 2010 kwalificatie № 569 «onderlinge duels» 19:45 uur (UTC+1) | Wales | 0 – 2                                          | Duitsland | Millennium Stadium, Cardiff Toeschouwers: 26.064 Scheidsrechter: Terje Hauge (NOR) |
| 1 april WK 2010 kwalificatie № 569 «onderlinge duels» 19:45 uur (UTC+1) |       | 11' Michael Ballack 48' (e.d.) Ashley Williams |           | Millennium Stadium, Cardiff Toeschouwers: 26.064 Scheidsrechter: Terje Hauge (NOR) |

|                                                                     |                            |       |         |                                                                                        |
| 29 mei Vriendschappelijk № 570 «onderlinge duels» 19:30 uur (UTC+1) | Wales                      | 1 – 0 | Estland | Millennium Stadium, Cardiff Toeschouwers: 4.071 Scheidsrechter: Magnús Thórisson (ISL) |
| 29 mei Vriendschappelijk № 570 «onderlinge duels» 19:30 uur (UTC+1) | Robert Earnshaw 26' (pen.) |       |         | Millennium Stadium, Cardiff Toeschouwers: 4.071 Scheidsrechter: Magnús Thórisson (ISL) |

|                                                                        |              |                  |       |                                                                                                 |
| 6 juni WK 2010 kwalificatie № 571 «onderlinge duels» 20:00 uur (UTC+5) | Azerbeidzjan | 0 – 1            | Wales | Tofikh Bakhramov Stadion, Bakoe Toeschouwers: 25.000 Scheidsrechter: Markus Strömbergsson (SWE) |
| 6 juni WK 2010 kwalificatie № 571 «onderlinge duels» 20:00 uur (UTC+5) |              | 41' Dave Edwards |       | Tofikh Bakhramov Stadion, Bakoe Toeschouwers: 25.000 Scheidsrechter: Markus Strömbergsson (SWE) |

|                                                                          |                                               |       |               |                                                                                       |
| 12 augustus Vriendschappelijk № 572 «onderlinge duels» 20:30 uur (UTC+2) | Montenegro                                    | 2 – 1 | Wales         | Pod Goricomstadion, Podgorica Toeschouwers: 5.000 Scheidsrechter: Milorad Mažić (SRB) |
| 12 augustus Vriendschappelijk № 572 «onderlinge duels» 20:30 uur (UTC+2) | Stevan Jovetić 31' (pen.) Radomir Đalović 45' |       | 52' Sam Vokes | Pod Goricomstadion, Podgorica Toeschouwers: 5.000 Scheidsrechter: Milorad Mažić (SRB) |

|                                                                             |                   |       |                                                                   |                                                                                     |
| 9 september WK 2010 kwalificatie № 573 «onderlinge duels» 19:45 uur (UTC+1) | Wales             | 1 – 3 | Rusland                                                           | Millennium Stadium, Cardiff Toeschouwers: 14.505 Scheidsrechter: Manuel Sousa (POR) |
| 9 september WK 2010 kwalificatie № 573 «onderlinge duels» 19:45 uur (UTC+1) | James Collins 54' |       | 36' Igor Semsjov 72' Sergej Ignasjevitsj 90' Roman Pavljoetsjenko | Millennium Stadium, Cardiff Toeschouwers: 14.505 Scheidsrechter: Manuel Sousa (POR) |

|                                                                            |                                       |       |                   |                                                                                   |
| 10 oktober WK 2010 kwalificatie № 574 «onderlinge duels» 17:00 uur (UTC+3) | Finland                               | 2 – 1 | Wales             | Olympiastadion, Helsinki Toeschouwers: 14.000 Scheidsrechter: Milorad Mažić (SRB) |
| 10 oktober WK 2010 kwalificatie № 574 «onderlinge duels» 17:00 uur (UTC+3) | Roni Porokara 5' Niklas Moisander 77' |       | 17' Craig Bellamy | Olympiastadion, Helsinki Toeschouwers: 14.000 Scheidsrechter: Milorad Mažić (SRB) |

|                                                                            |               |                                    |       |                                                                        |
| 14 oktober WK 2010 kwalificatie № 575 «onderlinge duels» 20:00 uur (UTC+2) | Liechtenstein | 0 – 2                              | Wales | Rheinpark, Vaduz Toeschouwers: 1.858 Scheidsrechter: Sten Kaldma (EST) |
| 14 oktober WK 2010 kwalificatie № 575 «onderlinge duels» 20:00 uur (UTC+2) |               | 15' David Vaughan 79' Aaron Ramsey |       | Rheinpark, Vaduz Toeschouwers: 1.858 Scheidsrechter: Sten Kaldma (EST) |

|                                                                        |                                                    |       |           |                                                                                         |
| 14 november Vriendschappelijk № 576 «onderlinge duels» 15:00 uur (UTC) | Wales                                              | 3 – 0 | Schotland | Millennium Stadium, Cardiff Toeschouwers: 13.844 Scheidsrechter: Cyril Zimmermann (SUI) |
| 14 november Vriendschappelijk № 576 «onderlinge duels» 15:00 uur (UTC) | Dave Edwards 17' Simon Church 32' Aaron Ramsey 35' |       |           | Millennium Stadium, Cardiff Toeschouwers: 13.844 Scheidsrechter: Cyril Zimmermann (SUI) |

FAW · A-internationals · Bondscoaches · Statistieken · Welsh vrouwenelftal · Brits olympisch elftal · Wales U21 · Wales U20 · Wales U19 · Wales U18 · Wales U17 · Wales U16
1876 – 1899 ·
1900 – 1919 ·
1920 – 1929 ·
1930 – 1939 ·
1940 – 1949 ·
1950 – 1959 ·
1960 – 1969 ·
1970 – 1979 ·
1980 – 1989 ·
1990 – 1999 ·
2000 – 2009 ·
2010 – 2019 ·
2020 − 2029
EK 2016 · 
EK 2020
WK 1958
1876 · 
1877 · 
1878 · 
1879 · 
1880 · 
1881 · 
1882 · 
1883 · 
1884 · 
1885 · 
1886 · 
1887 · 
1888 · 
1889 · 
1890 · 
1891 · 
1892 · 
1893 · 
1894 · 
1895 · 
1896 · 
1897 · 
1898 · 
1899 · 
1900 · 
1901 · 
1902 · 
1903 · 
1904 · 
1905 · 
1906 · 
1907 · 
1908 · 
1909 · 
1910 · 
1911 · 
1912 · 
1913 · 
1914 · 
1915 · 1916 · 1917 · 1918 · 1919 · 
1920 · 
1921 · 
1922 · 
1923 · 
1924 · 
1925 · 
1926 · 
1927 · 
1928 · 
1929 · 
1930 · 
1931 · 
1932 · 
1933 · 
1934 · 
1935 · 
1936 · 
1937 · 
1938 · 
1939 · 
1940 · 1941 · 1942 · 1943 · 1944 · 1945 · 
1946 · 
1947 · 
1948 · 
1949 · 
1950 · 
1952 · 
1952 · 
1953 · 
1954 · 
1955 · 
1956 · 
1957 · 
1958 · 
1959 · 
1960 · 
1961 · 
1962 · 
1963 · 
1964 · 
1965 · 
1966 · 
1967 · 
1968 · 
1969 · 
1970 · 
1971 · 
1972 · 
1973 · 
1974 · 
1975 · 
1976 · 
1977 · 
1978 · 
1979 · 
1980 · 
1981 · 
1982 · 
1983 · 
1984 · 
1985 · 
1986 · 
1987 · 
1988 · 
1989 · 
1990 · 
1991 · 
1992 · 
1993 · 
1994 · 
1995 · 
1996 · 
1997 · 
1998 · 
1999 · 
2000 · 
2001 · 
2002 · 
2003 · 
2004 · 
2005 · 
2006 · 
2007 · 
2008 · 
2009 · 
2010 · 
2011 · 
2012 · 
2013 · 
2014 · 
2015 · 
2016 · 
2017 ·
2018 ·
2019 ·
2020 ·
2021 ·
2022 ·
2023
Albanië ·
Andorra ·
Argentinië ·
Armenië ·
Australië ·
Azerbeidzjan ·
België ·
Bosnië en Herzegovina ·
Brazilië ·
Bulgarije ·
Canada ·
Chili ·
China ·
Costa Rica ·
Cyprus ·
DDR ·
Denemarken ·
Duitsland ·
Engeland ·
Estland ·
Faeröer ·
Finland ·
Frankrijk ·
Georgië ·
Gibraltar ·
Griekenland ·
Hongarije ·
Ierland ·
IJsland ·
Iran ·
Israël ·
Italië ·
Jamaica ·
Japan ·
Joegoslavië ·
Kazachstan ·
Koeweit ·
Kroatië ·
Letland ·
Liechtenstein ·
Luxemburg ·
Malta ·
Mexico ·
Moldavië ·
Montenegro ·
Nederland ·
Nieuw-Zeeland ·
Noord-Ierland ·
Noord-Macedonië ·
Noorwegen ·
Oekraïne ·
Oostenrijk ·
Panama ·
Paraguay ·
Polen ·
Portugal · 
Qatar ·
Roemenië ·
Rusland ·
San Marino ·
Saoedi-Arabië ·
Schotland ·
Servië ·
Servië en Montenegro ·
Slovenië ·
Slowakije ·
Sovjet-Unie ·
Spanje ·
Trinidad & Tobago ·
Tsjechië ·
Tsjecho-Slowakije ·
Tunesië ·
Turkije ·
Uruguay ·
Verenigde Staten ·
Wit-Rusland ·
Zuid-Korea ·
Zweden ·
Zwitserland
Engeland (2016) · 
Denemarken (2021) · 
Italië (2021) · 
Rusland (2016) ·
Slowakije (2016) · 
Turkije (2021) · 
Zwitserland (2021)
AFC-zone: Afghanistan · Australië · Bahrein · Bangladesh · Bhutan · Brunei · Cambodja · China · Filipijnen · Guam · Hongkong · India · Indonesië · Iran · Irak · Japan · Jemen · Jordanië · Koeweit · Kirgizië · Laos · Libanon · Macau · Maleisië · Maldiven · Mongolië · Myanmar · Nepal · Noord-Korea · Oezbekistan · Oman · Oost-Timor · Pakistan · Palestina · Qatar · Saoedi-Arabië · Singapore · Sri Lanka · Syrië · Tadzjikistan · Taiwan · Thailand · Turkmenistan · Verenigde Arabische Emiraten · Vietnam · Zuid-Korea

CAF-zone: Algerije · Angola · Benin · Botswana · Burkina Faso · Burundi · Centraal-Afrikaanse Republiek · Comoren · Congo-Brazzaville · Congo-Kinshasa · Djibouti · Egypte · Equatoriaal-Guinea · Eritrea · Ethiopië · Gabon · Gambia · Ghana · Guinee · Guinee-Bissau · Ivoorkust · Kaapverdië · Kameroen · Kenia · Lesotho · Liberia · Libië · Madagaskar · Malawi · Mali  ·Mauritanië · Mauritius · Marokko · Mozambique · Namibië · Niger · Nigeria · Oeganda · Rwanda · Sao Tomé en Principe · Senegal · Seychellen · Sierra Leone · Soedan · Somalië · Swaziland · Tanzania · Togo · Tsjaad · Tunesië · Zambia · Zimbabwe · Zuid-Afrika

CONCACAF-zone: Amerikaanse Maagdeneilanden · Anguilla · Antigua en Barbuda · Aruba · Bahama's · Barbados · Belize · Bermuda · Britse Maagdeneilanden · Canada · Kaaimaneilanden · Costa Rica · Cuba · Dominica · Dominicaanse Republiek · El Salvador · Frans Guyana · Grenada · Guadeloupe · Guatemala · Guyana · Haïti · Honduras · Jamaica · Martinique · Mexico · Montserrat · 
Nicaragua · Panama · Puerto Rico · Saint Kitts en Nevis · Saint Lucia · Saint Vincent en de Grenadines · Sint Maarten · Suriname · Trinidad en Tobago · Turks- en Caicoseilanden · Verenigde Staten

CONMEBOL-zone: Argentinië · Bolivia · Brazilië · Chili · Colombia · Ecuador · Paraguay · Peru · Uruguay · Venezuela

OFC-zone: Amerikaans-Samoa · Cookeilanden · Fiji · Nieuw-Caledonië · Nieuw-Zeeland · Papoea-Nieuw-Guinea · Samoa · Salomoneilanden · Tahiti · Tonga · Vanuatu

UEFA-zone: Albanië · Andorra · Armenië · Azerbeidzjan · België · Bosnië en Herzegovina · Bulgarije · Cyprus · Denemarken · Duitsland · Engeland · Estland · Faeröer · Finland · Frankrijk · Georgië · Griekenland · Hongarije · IJsland · Ierland · Israël · Italië · Kazachstan · Kroatië · Letland · Liechtenstein · Litouwen · Luxemburg · Macedonië · Malta · Moldavië · Montenegro · Nederland · Noord-Ierland · Noorwegen · Oekraïne · Oostenrijk · Polen · Portugal · Roemenië · Rusland · San Marino · Schotland · Servië · Servië en Montenegro · Slovenië · Slowakije · Spanje · Tsjechië · Turkije · Wales · Wit-Rusland · Zweden · Zwitserland